# Gerichtsbezirk Kratzau
Der Gerichtsbezirk Kratzau (tschechisch: soudní okres Chrastava) war ein dem Bezirksgericht Kratzau unterstehender Gerichtsbezirk im Kronland Böhmen. Er umfasste Gebiete im Norden Böhmens im Okres Liberec. Zentrum des Gerichtsbezirks war die Stadt Kratzau (Chrastava). Das Gebiet gehörte seit 1918 zur neu gegründeten Tschechoslowakei und ist seit 1991 Teil der Tschechischen Republik.

## Geschichte
Die ursprüngliche Patrimonialgerichtsbarkeit wurde im Kaisertum Österreich nach den Revolutionsjahren 1848/49 aufgehoben. An ihre Stelle traten die Bezirks-, Landes- und Oberlandesgerichte, die nach den Grundzügen des Justizministers geplant und deren Schaffung am 6. Juli 1849 von Kaiser Franz Joseph I. genehmigt wurde. Der Gerichtsbezirk Kratzau gehörte zunächst zum Bunzlauer Kreis und umfasste 1854 die 22 Katastralgemeinden Christofsgrund, Döhnis, Engelsberg, Frauenberg, Görsdorf, Grafenstein, Grottau, Ketten, Kratzau A., Kratzau B., Machendorf, Mühlscheibe, Neuland, Neundorf, Niederberzdorf, Niederwittig, Oberberzdorf, Oberkratzau, Oberwittig, Unterkratzau, Weißkirchen und Wetzwalde.
Der Gerichtsbezirk Kratzau bildete im Zuge der Trennung der politischen von der judikativen Verwaltung ab 1868 gemeinsam mit dem Gerichtsbezirk Reichenberg (Liberec) den Bezirk Reichenberg.
Im Gerichtsbezirk Kratzau lebten 1869 21.669 Menschen, 1900 waren es 27.867 Personen.
Der Gerichtsbezirk Kratzau wies 1910 eine Bevölkerung von 29.855 Personen auf, von denen 27.398 Deutsch (91,8 %) und 1.255 Tschechisch (4,2 %) als Umgangssprache angaben. Im Gerichtsbezirk lebten zudem 1.202 Anderssprachige oder Staatsfremde.
Durch die Grenzbestimmungen des am 10. September 1919 abgeschlossenen Vertrages von Saint-Germain kam der Gerichtsbezirk Kratzau vollständig zur neugegründeten Tschechoslowakei, wobei die Gerichtseinteilung bis 1938 im Wesentlichen bestehen blieb. Nach dem Münchner Abkommen wurde das Gebiet dem Landkreis Reichenberg bzw. dem Sudetenland zugeschlagen.
Nach dem Zweiten Weltkrieg wurde das Gebiet Teil des Okres Liberec, zu dem es bis heute gehört. Nachdem die Bezirksbehörden im Zuge einer Verwaltungsreform 2003 ihre Verwaltungskompetenzen verloren, werden diese von den Gemeinden bzw. dem Liberecký kraj wahrgenommen, zudem das Gebiet um Chrastava seit Beginn des 21. Jahrhunderts mit anderen Bezirken zusammengefasst wurde.

## Gerichtssprengel
Der Gerichtssprengel umfasste 1910 die 20 Gemeinden Christofsgrund (Kryštofovo Údolí), Dönis (Donín), Engelsberg (Andělská Hora), Görsdorf (Loučná), Grafenstein (Grabštejn), Grottau (Hrádek), Ketten (Chotyně), Kratzau (Chrastava), Machendorf (Machnín), Neuland (Novina), Neundorf (Nová Ves), Niederberzdorf (Dolní Pertoltice), Niederwittig (Dolní Wittig), Oberberzdorf (Horní Pertoltice), Oberkratzau (Horní Chrastava), Oberwittig (Horní Wittig), Ullersdorf (Oldřichov), Unterkratzau (Dolní Chrastava), Weißkirchen (Bílý Kostel) und Wetzwalde (Václavice).